# Cadillac Dolana
Cadillac Dolana (tytuł oryg. Dolan's Cadillac) – amerykańsko-brytyjski thriller z 2009 roku w reżyserii Jeffa Beesleya. Film powstał na podstawie opowiadania Stephena Kinga pod tym samym tytułem.

## Obsada
- Wes Bentley jako Tom Robinson
- Christian Slater jako Jimmy Dolan
- Emmanuelle Vaugier jako Elizabeth Robinson
- Greg Bryk jako Szef
- Aidan Devine jako Roman
- Al Sapienza jako Fletcher
- Eugene Clark jako Tink
- Amy Matysio jako Amy
- Tony Munch jako Blocker